# Milan Stanković
Milan Stanković, född 9 september 1987 i Belgrad, är en serbisk sångare. Stanković startade sin karriär genom att år 2007 delta i musik- och sångtävlingen Zvezde Granda där han kom på 2 plats.
Den 13 mars 2010 vann han den serbiska uttagningen till Eurovision Song Contest 2010. Där tävlade han den 25 maj 2010 i semifinal 1 och gick därifrån vidare till final i Oslo med låten "Ovo je Balkan" (Det här är Balkan). I finalen kom Stanković på trettonde plats. Låten är skriven av låtskrivaren Goran Bregović.